# Evolutie van de mens

Sterk vereenvoudigde voorstelling van de menselijke evolutie

De evolutie van de mens is het biologische proces waardoor de moderne mens is ontstaan uit eerder levende primaten, en is onderwerp van studie van meerdere wetenschappelijke disciplines. De paleoantropologie, antropologie en de genetica, alle drie ressorterend onder de biologische antropologie, zijn hierbij de belangrijkste. Het begrip mens, in de context van de menselijke evolutie, verwijst naar het geslacht Homo, dat deel uitmaakt van de familie der Hominidae (mensachtigen). Het onderzoek naar de menselijke evolutie omvat meestal ook de andere Hominidae, zoals de gorilla's, chimpansees en de Australopithecus.

## Evolutionaire geschiedenis vóór het ontstaan van het geslachtHomo
De evolutionaire geschiedenis van de primaten gaat, op grond van vondsten van fossiele botresten, zo'n 60 miljoen jaar terug. De primaten vormen een van de oudste overlevende zoogdiergroepen. De meeste paleontologen denken dat de primaten een gemeenschappelijke voorouder hebben met de vleermuizen, een andere zeer oude evolutionaire lijn, en dat deze voorouder samenleefde met de laatste dinosauriërs, gedurende het late Krijt.
De oudst bekende fossiele primaten komen uit Noord-Amerika, maar ze kwamen ook wijdverspreid voor in Eurazië en Afrika, gedurende de tropische klimaatomstandigheden van het Paleoceen en Eoceen. De primaten stierven bijna overal uit, met een afkoeling van het klimaat, waarbij het eerste Antarctische ijs werd gevormd, in het vroege Oligoceen, ongeveer 40 miljoen jaar geleden. In Afrika en Zuid-Azië wisten de primaten zich echter te handhaven, en uit deze overlevende, tropische populaties kwamen alle huidige soorten primaten voort, te weten de:
- lemuren van Madagaskar,
- loriachtigen van Zuidoost-Azië,
- galago's of "bush babies" van Afrika en de
- antropoïden, zoals de
  - breedneusapen: de apen van de Nieuwe Wereld en de
  - smalneusapen: de apen uit de Oude Wereld, de mensapen en de mensen.

De vroegst bekende fossiele smalneusaap is Kamoyapithecus, uit het Priabonien, gevonden bij Eragaleit in de noordelijke Keniaanse Grote Slenk of Grote Riftvallei. Dit fossiel is 24 Ma (miljoen jaar) oud. De voorouders worden algemeen beschouwd als nauwe verwanten van de 35 Ma oude, in Faium gevonden fossielen van de geslachten Aegyptopithecus, Propliopithecus, en Parapithecus. Er zijn geen fossielen van de tussenliggende 11 Ma. Met behulp van de Noord-Afrikaanse fossielen kunnen er geen nauw verwante voorouders van de Zuid-Amerikaanse breedneusapen, waarvan de oudste fossielen dateren uit 30 Ma, geïdentificeerd worden. Mogelijk zijn het andere voorouders, die leefden in West-Afrika en ergens tijdens het Oligoceen verwikkeld raakten in de nog steeds mysterieuze trans-Atlantische wedren, waarbij primaten, boa constrictors, knaagdieren en Cichlidae uit Afrika in Zuid-Amerika terechtkwamen.
In het vroege Mioceen (22 Ma) wijst de rijkdom aan soorten van aan het bos aangepaste smalneusapen in Oost-Afrika, op een lange evolutionaire voorgeschiedenis van diversifiëring. Omdat fossielen van 20 Ma ook fragmenten bevatten van Victoriapithecus, de vroegst bekende Cercopithecoidea, worden de nauwst aan de nog levende apen en mensen verwante soorten geschaard onder de groep die de naam Hominoidea heeft gekregen. In deze groep, die duurt tot 13 Ma, zijn de geslachten Proconsul, Rangwapithecus, Dendropithecus, Limnopithecus, Nacholapithecus, Equatorius, Nyanzapithecus, Afropithecus, Heliopithecus, en Kenyapithecus ondergebracht, die alle afkomstig zijn uit Oost-Afrika.
Fossiele vondsten van andere, veralgemeende non-cercopitheciden uit het midden-Mioceen, op plaatsen ver weg van de grotvondsten van Otavipithecus in Namibië, zoals Pieroloapithecus en Dryopithecus in Frankrijk, Spanje en Oostenrijk, bevatten een grote verscheidenheid aan vormen (soorten) in Afrika en het Middellandse Zeegebied, gedurende het relatief warme en gelijkmatige klimaat van het vroege- en midden-Mioceen. De jongste (9 Ma) Miocene hominoïde, Oreopithecus, is gevonden in een bruinkoollaag in Italië. Van Graecopithecus freybergi, gevonden in Griekenland en Bulgarije (7,2 Ma) vertoont het gebit menselijke eigenschappen. Dat was voor enkele onderzoekers aanleiding te veronderstellen dat de gemeenschappelijke voorouder van aap en mens in Zuid-Europa heeft geleefd. Rond zes miljoen jaar geleden viel de Middellandse Zee droog, de zogenaamde Messiniaanse Crisis. Diverse diersoorten konden toen tussen Europa en Afrika migreren, totdat 5,3 miljoen jaar geleden het bekken zich weer vulde, tijdens de Zancliaanse Vloed.
Moleculair onderzoek maakt aannemelijk dat de lijn van de gibbons (familie Hylobatidae) ontstond tussen 18 en 12 Ma en die van de orang-oetans (subfamilie Ponginae) rond 12 Ma. Er zijn geen fossielen die duidelijk de evolutionaire voorouders van de gibbons aangeven. Mogelijk behoorden deze voorouders tot een tot nu toe onbekende Zuidoost-Aziatische hominoïde populatie. Fossiele proto-orang-oetans worden misschien vertegenwoordigd door de fossiele vondsten van de Ramapithecus in India en de Griphopithecus in Turkije, die ongeveer 10 Ma oud zijn.
Resultaten van moleculair onderzoek geven aanleiding te veronderstellen dat tussen 8 en 4 Ma zich eerst de gorilla's en daarna de chimpansees (geslacht Pan) hebben afgesplitst van de lijn die naar de mens leidt. Er zijn geen fossiele resten van beide groepen gevonden, mogelijk doordat de botten in het vochtige en warme milieu van het regenwoud niet gefossiliseerd zijn. Gedacht wordt dat Homininae een van de zoogdiergroepen zijn die zich aangepast hebben aan het biotoop van het open grasland, dat ongeveer 8 Ma geleden ontstond door de toenemend seizoensgebonden klimaten, met periodieke (regelmatig optredende) droge periodes. Andere zoogdiergroepen die zich aanpasten aan dit nieuwe biotoop waren de antilopen, hyena's, honden, varkens, olifanten en paarden. Hun fossielen zijn relatief goed bekend. De vroegste zijn de
- Sahelanthropus tchadensis (7-6 Ma) en
- Orrorin tugenensis (6 Ma), gevolgd door:
- Ardipithecus (5,5-4,4 Ma), met de soorten
  - Ar. kadabba en
  - Ar. ramidus;
- Australopithecus (4-2 Ma), met de soorten
  - Au. anamensis,
  - Au. afarensis,
  - Au. africanus,
  - Au. bahrelghazali
  - Au. garhi en
  - Au. sediba;
- Homo naledi Laatste vondsten met eigenschappen van Australopithecus en vroege mens. Datering is nog onzeker
- Paranthropus (3-1,2 Ma), met de soorten
  - P. aethiopicus,
  - P. boisei en
  - P. robustus;
- Homo (2 Ma-heden).

## Het geslachtHomo
In de tegenwoordig gehanteerde taxonomie is de moderne mens (Homo sapiens) de enige nog overlevende soort van het geslacht Homo. Het onderzoek naar de wortels van de mens laat zien dat er andere, nu uitgestorven, soorten zijn geweest. Sommige van deze soorten zijn misschien de voorouders van de mens geweest, terwijl er waarschijnlijk vele soorten "neven" van de huidige mens zijn geweest, die afgesplitst zijn van de evolutionair-voorouderlijke lijn. Er is geen overeenstemming tussen onderzoekers in hoeverre de verschillende groepen beschouwd moeten worden als aparte soorten of ondersoorten. Dit komt door de schaarste aan fossielen, of door de geringe verschillen waarop de indeling van de soorten in het geslacht Homo is gebaseerd.
DNA-onderzoek heeft geleid tot de veronderstelling dat veel van deze "soorten" onderling vruchtbaar waren en er genetische uitwisseling plaatsvond tussen bijvoorbeeld neanderthalers, denisovamensen en de moderne mens. Tevens lijken er in Afrikaanse populaties van moderne mensen DNA-sporen aanwezig van een Afrikaanse uitgestorven mensachtige (Archaic African hominins), sporen die 35.000 jaar geleden in deze moderne populaties terechtkwamen. Wetenschappers gaan ervan uit dat tijdens de hele menselijke evolutie er steeds verschillende menssoorten naast elkaar hebben geleefd, en dat er genetische uitwisseling heeft plaatsgevonden tussen de verschillende soorten.
In 2021 werden er artefacten gevonden van de vroege Homo sapiens op de site van de Ga-Mohana Hill North Rockshelter in de Kalahari-woestijn, Zuid-Afrika, gedateerd op 105.000 jaar geleden. Het gaat om 22 witte kristallen en struisvogeleieren, die waarschijnlijk als waterhouders werden gebruikt.

### Vroege ontwikkeling menselijke eigenschappen
Omstreeks 2,5 miljoen jaar geleden begonnen de vermoedelijke voorouders van Homo met het sporadisch eten van vlees, en ongeveer twee miljoen jaar geleden werd dit een vast bestanddeel van het menu, waarbij ook het vervaardigen opkwam van de eerste, nog primitieve vormen van stenen werktuigen, die als messen en schrapers werden gebruikt.
Ongeveer 1,6 miljoen jaar geleden verdroogde Afrika door de klimaatveranderingen en ontstond veel open savanneterrein. De mensachtigen gingen meer vlees eten, en tijdens de jacht in het open terrein werden er grote afstanden afgelegd en werd er hard gerend. Er zijn twee grote aanpassingen:
- Menselijke huid: Om oververhitting te vermijden verloor de vroege mens zijn beharing en kreeg hij veel eccriene zweetklieren, die waterig zweet afgeven direct op de opperhuid, en niet via de haren (apocriene zweetklieren en talgklieren). Sommige zoogdieren met een vacht, zoals paarden, zweten ook maar dit is veel minder efficiënt, omdat het koeleffect van de verdamping aan het uiteinde van de haren niet optreedt in direct contact met het lichaam. Door het haarverlies moet de huid veel steviger worden - de huid heeft geen bescherming meer en moet tegen ruwe behandeling kunnen - en moet ze worden beschermd tegen uv-straling middels pigmentatie. Er is geen rechtstreeks bewijs voor het naakt zijn, daar na de dood alleen beenderen overblijven, alle organen, inclusief de huid, worden na de dood biologisch afgebroken. Uit DNA-studies van de genen van de menselijke huid blijkt dat veel genetische veranderingen omstreeks 1,6 miljoen jaar geleden hebben plaatsgevonden. Een efficiënt koelsysteem liet een verdere evolutionaire groei van de hittegevoelige hersenen toe.[6] Het dragen van kleren zou pas veel later gebeuren. Uit DNA-studies zou blijken dat de kleerluis mogelijk pas 170.000 jaar geleden als aparte luizensoort ontstond, toen de vroege mens kleding begon te dragen.[7][8] Haar ter bescherming van het hoofd tegen de hitte is wel gebleven. Dit was kroeshaar, vlak haar is pas een zeer late evolutionaire ontwikkeling bij de moderne mens.
- Slanker lichaam met langere benen, om snel en efficiënt lange afstanden te kunnen afleggen (en hard te kunnen lopen). De grotere oppervlakte-volume-ratio helpt ook om oververhitting te vermijden. Het rechtoplopen (bipedie) trad al veel eerder in de evolutie van de mens op (zie Australopithecus), maar het lichaam was nog gedeeltelijk aangepast voor het leven in de bomen.

### Evolutie schedelgrootte, bevalling en vroege kindertijd

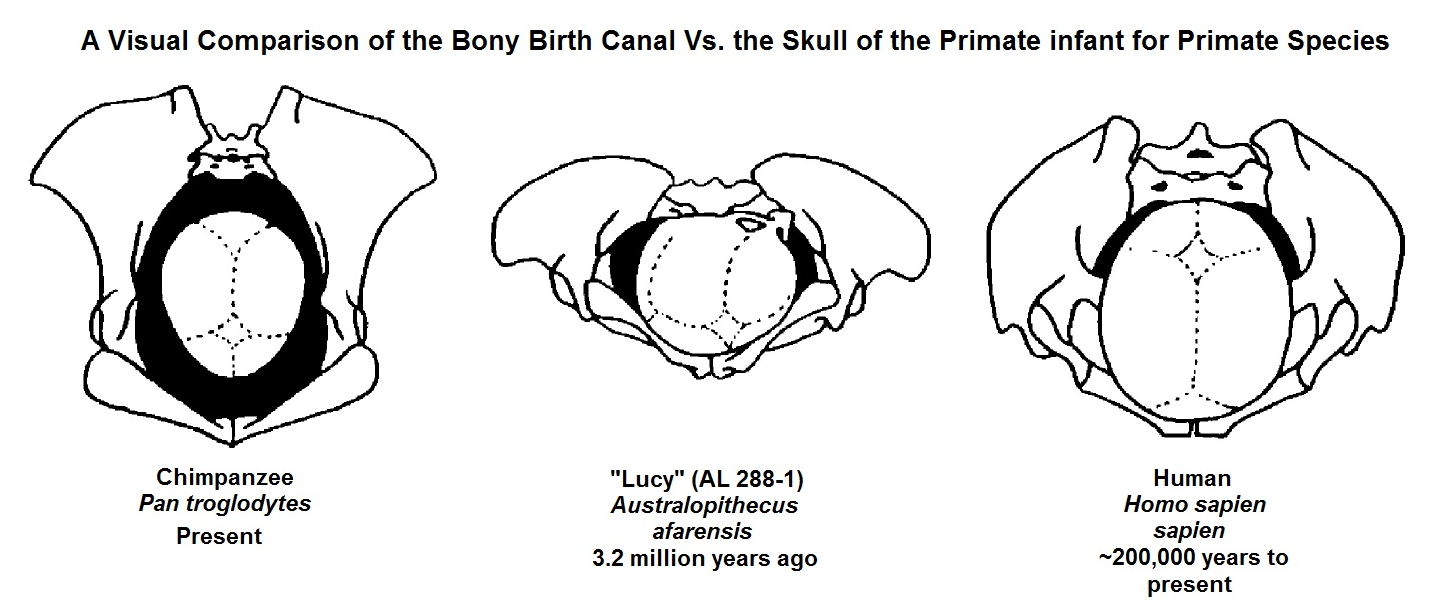
Evolutie geboortekanaal

De overgang naar bipedie heeft gevolgen voor het geboortekanaal. Een groot geboortekanaal en het efficiënt rechtop lopen gaan niet goed samen. Bij een chimpansee staan de benen verder van elkaar en gaan de dijbenen loodrecht naar beneden, terwijl die bij mensen tijdens het wandelen lichtjes naar binnen gaan. De voeten worden immers meer voor elkaar dan naast elkaar gezet om links/rechts schommelingen te vermijden tijdens het wandelen. Vrouwen hebben bredere heupen dan de man om de baby te dragen en toch een aanvaardbare efficiëntie te hebben bij het rechtop lopen. Anderhalf miljoen jaar geleden begon de steeds grotere hoofdgrootte van baby's een probleem te worden. Nog steeds is de bevalling bij mensen moeilijk, en zonder medische assistentie, bijvoorbeeld bij een keizersnede, sterven veel vrouwen bij de geboorte van hun kind. Er kwamen tijdens de evolutie diverse aanpassingen:
- Het kinderhoofd draait een kwartslag tijdens de bevalling voor een betere doorgang. De schouders van de baby zijn eveneens een obstakel. Die moeten los van elkaar kunnen draaien.

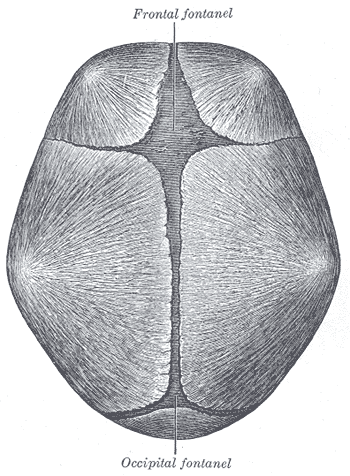
Schedelnaden en fontanellen van een pasgeborene

- Het kinderhoofd is licht vervormbaar zodat het zich beter kan aanpassen aan het geboortekanaal.[12] De schedelnaden en fontanellen blijven het eerste jaar open, zodat de hersenen ruimte hebben om te kunnen doorgroeien.
- In tegenstelling tot de apen en andere dieren, krijgen vrouwen meestal assistentie tijdens de bevalling.
- De grootte van het hoofd van de  pasgeborene wordt beperkt door de hersenen na de geboorte flink te laten doorgroeien. Bij mensen is het hoofd bij de geboorte maar 29% van een volwassen hoofd. (Dit is bij chimpansees 47-48%.) Hierdoor zijn de hersenen van een pasgeborene minder ontwikkeld dan bij andere dieren.[13] Bij veel andere zoogdieren kunnen pasgeborenen al heel snel zichzelf verplaatsen, maar blijven wel afhankelijk van de ouder voor voedsel, opvoeding en bescherming. Jonge apen (en waarschijnlijk ook de evolutionaire voorouders van de moderne mens) grijpen zich vast aan het lichaam/vacht op de rug van de moeder en gaan overal mee.
- Pasgeboren kinderen zijn voor lange tijd zeer hulpeloos en kwetsbaar. Pas na 10 maanden begint de kruipfase.[14] In een gevaarlijke leefomgeving, zoals de savanne met roofdieren, moeten de ouders evolutionair zich aanpassen om de kinderen te beschermen en te verzorgen. Daar er geen fossiele overblijfselen zijn, alleen stenen werktuigen, is niet te achterhalen hoe de leefgemeenschap zich hierop aanpaste. Er zijn hypothesen dat de leefgemeenschappen over beschermde (schuil)plekken beschikten, waar de baby's veilig door oppassers bewaakt konden worden. Ook is er een hypothese dat baby's in draagdoeken gedragen konden worden voor de langere afstanden, zodat de armen vrijgehouden konden worden.[15][16] De prehistorische voorbeelden van draagdoeken voor baby's zijn een soort leren rugzak versterkt met stukken hout. Geweven manden zijn ook mogelijk. De kleine babylichamen, zonder vacht, dienen ook beschermd te worden tegen de kou, zeker als ze niet tegen een warm lichaam aanliggen.

Bij vergelijkende studies blijkt er een sterke correlatie tussen intelligentie en de duur van de afhankelijkheid (borstvoeding). Deze correlatie is zelfs sterker dan die met de relatieve hersengrootte. Het lijkt erop dat een intelligent brein zich het beste ontwikkelt met zo weinig mogelijke voorprogrammering van instincten of reflexen. In de hulpeloze fase zijn de hersenen actief met het observeren en allerlei verbanden te leggen (associatief leren). Een extreem tegenvoorbeeld is de vlinder die zich ontpopt uit haar cocon en zo kan wegvliegen, en direct volledig kan functioneren en reageren op prikkels uit haar omgeving.
Het verband tussen de relatieve hersengrootte - het encefalisatiequotiënt - en intelligentie is beperkt. Er zijn veel andere factoren die de mate van intelligentie bepalen. De meeste hersenactiviteit vindt plaats bij synapsen in de hersenschors. Deze activiteit vraagt veel energie, met een bijhorende bloedsomloop, die de hersencellen voorziet van glucose en zuurstof, ten behoeve van de energieleverende celademhaling. De hersenen worden gevoed door de hersenslagader, die door een nauwe opening in de schedel, de apertura externa canalis carotici gaat. Door de grootte van deze opening kan bepaald worden hoeveel bloed naar de hersenen gaat en daarmee de energiedensiteit van de hersenen. In vergelijkende studies met de voorouders, de huidige mens en de huidige mensapen, blijkt dat er een sterke groei is in de stofwisseling van de hersenen tijdens de evolutie van de mensapen en de mens. Australopithecus, die een vergelijkbare hersengrootte als een gorilla heeft, heeft echter een mindere bloedsomloop in de hersenen dan een gorilla. Daaruit zou de conclusie getrokken kunnen worden dat een gorilla slimmer zou zijn.
|  | Pan / A. afarensis | A. africanus | Homo habilis | Vroege Homo erectus | Late Homo erectus | Homo sapiens |
|  |                    |              |              |                     |                   |              |
|  | Zuigelingschap     |              |              |                     |                   |              |
|  | Kindertijd         |              |              |                     |                   |              |
|  | Jeugd              |              |              |                     |                   |              |
|  | Adolescentie       |              |              |                     |                   |              |
|  | Volwassenheid      |              |              |                     |                   |              |

### VanHomo ergasternaarHomo sapiens

een van de voorgestelde schema's van de evolutie van de mens tot 2 miljoen jaar geleden
NB: Homo rhodesiensis wordt meestal als Homo heidelbergensis geclassificeerd

Hoewel onder paleoantropologen weinig overeenstemming bestaat over de te gebruiken namen voor de verschillende uitgestorven mensensoorten kan men de ontwikkeling wel in grote lijnen samenvatten.
De eerste fase is die van Homo ergaster met als Aziatische tak Homo erectus. Deze werden vroeger en ook nog door sommige huidige geleerden als één soort, Homo erectus gezien. Homo habilis is voorgesteld als nog oudere voorganger.
Vanuit Homo ergaster ontstond, mogelijk via H. antecessor, als volgend stadium Homo heidelbergensis, waaronder ook Afrikaanse fossielen als de rhodesiëmens ingedeeld worden.
In Europa ontstond vanuit Homo heidelbergensis de neanderthaler, in Azië de denisovamens. Deze beide soorten werden grotendeels verdrongen door de expansie van de uit de Afrikaanse H. heidelbergensis ontstane vroege moderne mens.

### De moderne mens en zijn expansie buiten Afrika

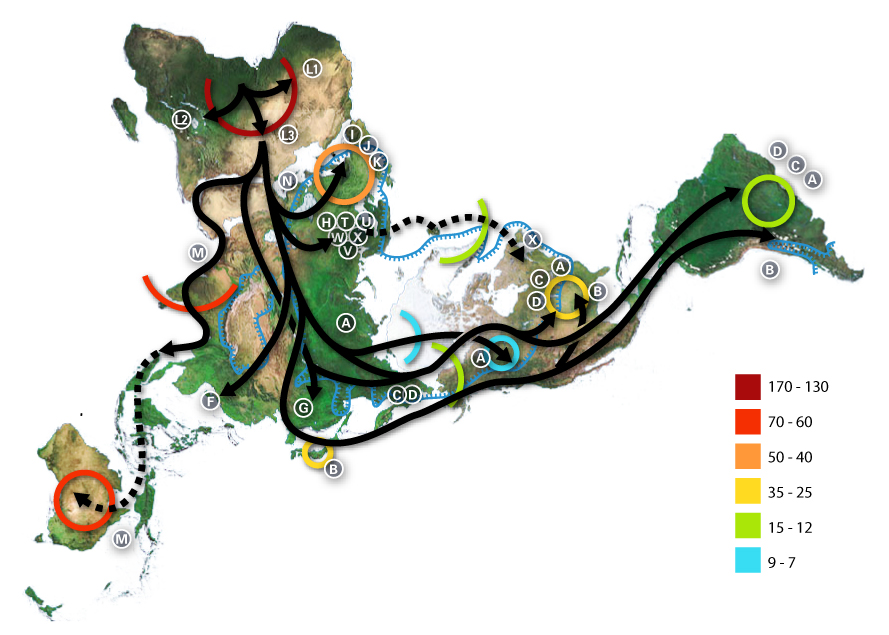
Kaart van vroege menselijke migraties volgens de mitochondriale populatiegenetica (getallen geven het aantal millennia voor heden aan). De letters op de pijlen geven groepen mensen aan die tot dezelfde mitochondriale haplogroep behoren. Haplogroepen zijn een soort genetische indeling waarbij mensen worden ingedeeld op basis van de overeenkomstige variatie in hun mitochondriale DNA. Haplotype X komt alleen in Europa en Amerika voor en niet in Azië. Voor een mogelijke verklaring lees de bron: DNA links Native Americans with Europeans

Kaart van vroege menselijke migraties gebaseerd op de Out of Africa-theorie; getallen zijn in duizend jaar terug (kya)

De tijdlijn voor het ontstaan van de vroege moderne mens als soort is nog onderwerp van debat. Op basis van DNA-onderzoek werd verondersteld dat de eerste populaties moderne mensen zo'n 200.000 jaar geleden ontstonden in Oost-Afrika. In juni 2017 publiceerde het Britse tijdschrift Nature twee artikelen over menselijke fossielen op de vindplaats Jebel Irhoud, nabij het tegenwoordige Marrakesh in Marokko. Het eerste, van Jean-Jacques Hublin et al., beschreef de gevonden resten en werktuigen als die van moderne mensen. Het tweede artikel, van Daniel Richter et al., betrof de datering van de gevonden resten. De resultaten suggereerden dat de oorsprong van de moderne mens zo'n 300.000 jaar geleden moet worden gezocht, in een groter gebied in Afrika dan alleen Oost-Afrika.
De fysieke kenmerken van deze vroege mens zijn bijna gelijk aan die van de moderne mens, en hun technologische kennis was al redelijk ver gevorderd. Vanuit het idee van een veronderstelde, geleidelijke evolutie is de grens enigszins arbitrair en blijft deze een punt van discussie. De verdere verspreiding van de moderne mens over de aarde begon rond 71.000 v.Chr. vanaf de kustgebieden van Zuid-Afrika. Deze verspreiding ging snel en had grote ecologische gevolgen: veel diersoorten stierven uit door menselijk toedoen.
- In een grot in Zuid-Griekenland zijn beenderen gevonden van moderne mensen. Uranium-thoriumdatering van deze botresten wijst uit dat ze zo'n 210 duizend jaar oud zijn.[28] Sommige wetenschappers hebben echter twijfels over de conclusies en willen nader onderzoek.[29] De hypothese is die van meerdere migratiegolven van de moderne mens naar Europa, waarbij sommige niet succesvol waren en de neanderthalers weer de overhand kregen. In dezelfde grot werd een fossiel van een neanderthaler gevonden van 40 duizend jaar later (170 duizend jaar geleden). Binnen de ontdekkingsgeschiedenis van de neanderthaler gaat de paleontologie uit van complexe migraties.
- 120.000 tot 90.000 v.Chr.: spreiding naar het Midden-Oosten.[30]
- 71.000 tot 70.000 v.Chr.[bron?][27]: spreiding in Afrika. Door een glaciale periode tussen 74.000 en 60.000 jaar v.Chr. verslechterde de leefbaarheid van veel gebieden in Afrika. De moderne mens kon zich evenwel beter aanpassen aan de omstandigheden.
- 55.000 v.Chr.: aankomst in Zuidoost-Azië. De denisovamens stierf uit.
- 45.000 v.Chr.: aankomst in West-Europa en het uitsterven van de neanderthaler. Er was sprake van een beperkte genetische uitwisseling met de moderne mens, waarbij ongeveer 1 tot 4% DNA bij West-Europeanen van neanderthaleroorsprong is. De wolharige mammoet, wolharige neushoorn, reuzenhert en holenbeer stierven uit, mogelijk (mede) door menselijke bejaging. Zie ook het lemma lijst van uitgestorven dieren.
- 45.000 v.Chr.: aankomst in Australië, een migratie met zeewaardige boten. Hier was geen eerdere menssoort en veel diersoorten stierven uit.
- 40.000 v.Chr.: oversteek naar Tasmanië. Ook hier stierven veel diersoorten uit.
- 35.000 v.Chr.: uitbreiding naar Arctische gebieden
- 16.000 v.Chr.: aankomst in Amerika. Binnen een paar millennia bereikte de mensheid het uiterste zuiden van Zuid-Amerika. Uitsterven van de megafauna in Noord-Amerika. Er zijn stenen werktuigen gevonden in Florida van 14.550 jaar geleden.[31] Het DNA-profiel van een bewoner van het gebied rond het Baikalmeer, van 24.000 jaar geleden, geeft aanwijzingen dat de Amerikaanse indianen voor ongeveer een derde van Europese afkomst zijn en voor twee derde Oost-Aziatisch. De migratie naar Amerika zou  ouder kunnen zijn, er zijn aanwijzingen dat de mens zich tijdens de ijstijd wist te handhaven in het hoge noorden.[32][33]
- Uit DNA-onderzoek blijkt dat het overgrote deel van het DNA-materiaal van de moderne mens afkomstig is van migranten uit Afrika van rond 75.000 v.Chr. Er zijn echter sporen van een eerdere migratie rond 90.000 v.Chr. uit Afrika.[34]

Alleen Madagaskar (tot rond het jaar 1) en sommige eilanden bleven vrij van mensen tot in de moderne tijd.
Een mogelijke verklaring voor het succes van deze mensensoort is dat de menselijke populaties in het Afrikaanse zuidkustgebied versneld evolueerden, door de hevige territoriale strijd om de schaarse voedselbronnen, in de vorm van schelpdieren. Deze hypothese impliceert dat een territorium alleen werd verdedigd als er een grote en betrouwbare voedselbron aanwezig was. Alleen goed georganiseerde, grote groepen konden zich handhaven en indien nodig verzamelen, maar ook in kleine groepen leven. Dit vereiste een goede samenwerking binnen en buiten de groep. Bovendien ontwikkelden ze effectieve projectielwapens (o.a. pijl-en-boog), waarmee vijanden bestreden konden worden en de jacht vergemakkelijkt en minder gevaarlijk werd.
Bij het ontstaan van de anatomisch moderne mens heeft vermenging met andere mensensoorten een rol gespeeld. De neanderthaler en Homo denisova hebben vermoedelijk een bijdrage aan het menselijke DNA geleverd. Zo heeft de mens 2,5% neanderthaler-DNA in zich, behalve de mensen die uit Afrika ten zuiden van de Sahara afkomstig zijn: zij hebben geen neanderthalergenen. Aboriginals hebben ook 2,5% neanderthaler-DNA, maar ook nog 5% denisova-DNA. Het afweersysteem van de huidige mensen is deels van hen afkomstig. Hierdoor konden de moderne mensen met ziekten omgaan die niet in Afrika voorkwamen maar werden de moderne mensen ook gevoeliger voor auto-immuunziekten.
Bij Afrikanen ten zuiden van de Sahara zijn eveneens DNA-sporen van een of meer archaïsche mensensoorten aangetroffen.
Deze vermenging wordt bevestigd door een hernieuwde analyse van een schedelfragment dat in 1965 gevonden is bij Iho Eleru in Nigeria. Hieruit blijkt dat deze schedel over zowel archaïsche als moderne kenmerken beschikt. Bovendien laat de ouderdom van 13.000 BP zien dat de moderne mens en archaïsche mensen nog zeer recent samen voorkwamen.

### Migraties binnen Europa
Uit DNA-onderzoek blijkt dat aanzienlijke volksmigraties van het oosten naar het westen omstreeks 4500 jaar geleden plaatsvonden. Minimaal 70% van het DNA is afkomstig van de immigranten, in Groot-Brittannië loopt dit zelfs op tot 90%. Latere bekende migraties zijn de Kelten en de verschillende volkeren (o.a. Saksen) die het Romeinse Rijk binnenvielen tijdens het verval ervan. Ook in andere gebieden van de wereld kwamen volksmigraties voor. Deze migraties maken het lastig om oudere DNA-veranderingen te traceren. Zo is er de mogelijkheid dat de neanderthalers in West-Europa veel seksueel contact hadden met de moderne mens, maar dat dit DNA later verdrongen werd door de immigraties. Er zijn vele andere hypothesen mogelijk. Hiervoor zijn onderzoeken van DNA van voor de migraties noodzakelijk.

## Sociale ontwikkeling

### Monogamie
De mens heeft tijdens zijn evolutie altijd in groepsverband geleefd. In tegenstelling tot de meeste apen zoals gorilla's wordt verondersteld dat onze voorouders grotendeels monogaam waren. Dit wordt afgeleid uit de beperkte seksuele dimorfie bij onze voorouders. Bij polygame dieren zijn de mannelijke dieren sterker en groter in verband met de competitie om het bezit van vrouwen. Homo erectus heeft minder seksuele dimorfie dan de Australopithecus-voorgangers. Een van de theorieën is dat langdurige afhankelijkheid, voeding en opvoeding van kinderen de gezamenlijke inspanning van de twee ouders noodzakelijk maakte. Er zijn weinig conclusies te trekken uit het onderzoek van fossielen en de vergelijkende statistische studies (polygaam/monogaam, levensomstandigheden, levenswijze en interacties in de groep) van verschillende diersoorten.

### Grootouders
De gemiddelde leeftijd van volwassenen - individuen in de reproductieleeftijd - steeg tijdens de menselijke evolutie zeer geleidelijk, maar explosief 30.000 jaar geleden, bij de opkomst van de moderne mens. In deze studies wordt gekeken naar het percentage volwassenen dat de grootouderleeftijd bereikte, ofwel 2 keer de beginvolwassenleeftijd. Laatstgenoemde wordt bepaald door het moment van doorbreken van de verstandskiezen, dat in de meeste mensensoorten gelijk opgaat met het begin van de reproductieleeftijd. Bij neanderthalers, van 130.000 tot 30.000 jaar geleden, waren er voor elke tien volwassenen die stierven  tussen hun 15de en 30ste levensjaar, vier volwassenen die dat na het dertigste levensjaar deden, en daarmee potentiële grootouders werden. Voor de moderne Europese mens, 30.000 tot 20.000 jaar geleden, waren er, op elke tien jongvolwassenen, twintig individuen die ouder werden dan 30 jaar. Het is gissen naar een verklaring: was het culturele verandering in levenswijze, die samenhing met ontwikkelingen als de technologische vooruitgang, of speelt de biologische evolutie ook een rol? De opvoedende rol van grootouders heeft wel verstrekkende gevolgen: betere, en een langere termijn van kennisoverdracht, meer hulp en ondersteuning bij de opvoeding. Doordat ouderen ook na de reproductieve leeftijd een positieve bijdrage leveren aan de overlevingskansen van kinderen, zal het natuurlijke selectieproces ook selecteren voor hogere leeftijden.

### Symbolen, religie, abstractie en kunst
In grotschilderingen en het bestaan van symbolische voorwerpen toont aan de mensen ook een 'spirituele wereld' en/of 'geloof' hadden. De oudste bekende grotschilderkunst (44000 jaar geleden in Indonesië) bevat theriantropische (half menselijke/half dierlijke) figuren.

## Gebruik van werktuigen en technieken
De vervaardiging en het gebruik van werktuigen, dat kenmerkend is voor de mens en in de dierenwereld bij enkele soorten slechts incidenteel voorkomt, is niet alleen een blijk van intelligentie, maar heeft mogelijk ook, in een zichzelf versnellende wisselwerking, de evolutie van de mens beïnvloed. Naast werktuigen moet ook gedacht worden aan allerlei gebruiksvoorwerpen, kleding, strikken zetten voor de jacht, bouwen van beschutting.  Gedurende de laatste 2 of 3 miljoen jaar is het menselijk brein driemaal zo groot geworden. Een menselijk brein vraagt veel energie, die wordt gegenereerd via de celademhaling, en dat van de hedendaagse mens gebruikt ongeveer 20 watt (ongeveer 1675 kilojoule of 400 kilocalorie per dag), hetgeen overeenkomt met een vijfde van de totale menselijke energieconsumptie. Vroege hominiden, zoals apen, aten hoofdzakelijk planten, in de vorm van fruit, bladeren en wortels, nu en dan aangevuld met vlees, meestal aas. Vlees heeft een hogere voedingswaarde dan plantaardig voedsel, maar voor het jagen op grote dieren waren werktuigen zoals speren onontbeerlijk. Zodoende kon dankzij de vervaardigde werktuigen een groter en complexer brein onderhouden worden, dat vervolgens weer met inventievere (vernieuwende) en efficiëntere werktuigen kwam. Wanneer precies begonnen werd met het maken van werktuigen is moeilijk aan te geven, omdat de meest primitieve werktuigen moeilijk te onderscheiden zijn van natuurlijk gevormde voorwerpen. Er is enig bewijs dat de australopithecinen (4 miljoen jaar geleden (4Ma)) gebroken beenderen als werktuig gebruikten, maar dit is nog aan discussie onderhevig. De technologiekennis werd van generatie tot generatie overgedragen en ontwikkelde zich langzaam. Individuen hoefden zeker niet zelf het wiel uit te vinden of superintelligent te zijn.

### Stenen werktuigen
De oude steentijd begint ergens tussen 2 en 5 miljoen jaar geleden in Oost-Afrika, toen de eerste hominiden (Homo habilis) gereedschappen uit steen gingen maken. Dit waren kiezelsteenwerktuigen en bijlen, die gemaakt werden door ronde kiezelstenen doormidden te slaan. Het is echter moeilijk met zekerheid te zeggen of een losse steen ('zonder context') met een breukvlak en een scherpe kant het resultaat is van een bewuste bewerking of van een toevallige gebeurtenis; die beslissing wordt veel gemakkelijker door het vinden van grote aantallen van dergelijke stenen in lokale concentraties, waar ze op andere, overigens vergelijkbare plaatsen ontbreken. De oudste archeologische vondsten zijn daarom altijd controversieel.
De periode van 700.000 tot 300.000 jaar geleden is ook bekend als het Acheuléen, toen Homo ergaster (of erectus) grote stenen handbijlen maakte uit vuursteen en kwartsiet. In het begin waren deze werktuigen vrij grof gemaakt (Vroeg Acheuléen), maar in de latere periode verfijnd door meer kleine slagen aan de kanten van de steensplinters.
350.000 jaar geleden werd de meer verfijnde zogenoemde Levalloistechniek ontwikkeld. Hierbij werden door een serie van opeenvolgende slagen schrapers, snijwerktuigen, naalden en platte naalden gemaakt. 50.000 jaar geleden werden door de neanderthalers en de geïmmigreerde vroege moderne mensen steeds meer verfijnde en gespecialiseerde vuursteenwerktuigen gemaakt, zoals messen en klingen. In deze periode werd ook begonnen met het maken van werktuigen uit botten.
Het maken van verfijnde stenen werktuigen vereist veel kennis, praktijkervaring, vooruitplannen (hoe het doel bereikt moet worden), en laat niet de minste fout toe. Het kost een modern menselijk individu 300 praktijkuren om de techniek onder de knie te krijgen. Volgens sommige wetenschappers is de ontwikkeling van de menselijke vaardigheid tot het vervaardigen van deze werktuigen, de hoofdoorzaak van de evolutionaire ontwikkeling van het menselijke brein, meer dan bijvoorbeeld het aangaan van complexe sociale interacties.

### Benen werktuigen
Naast stenen werktuigen werden ook beenderen bewerkt tot werktuigen. Beenderen hebben een hardheid die tussen het zachtere hout en de hardere steen ligt. De benen werktuigen werden vermoedelijk aangemaakt met de hulp van stenen werktuigen. De voorlopig oudste benen werktuigen, die dateren van van 1,5 miljoen jaar geleden, zijn ontdekt in Afrika.
Werktuigen van hout en andere materialen blijven slechter bewaard dan die van steen en been. Over het gebruik ervan door vroege mensen kunnen daarom moeilijk uitspraken worden gedaan omdat er geen of weinig aanwijzingen over te vinden zijn op archeologische vindplaatsen. De meeste menselijke overblijfselen zijn gevonden in grotten, maar dat betekent niet dat de meeste mensen in grotten leefden. Er werden behuizingen gebouwd van allerlei materialen, waaronder beenderen. In Oekraïne is een neanderthalerhuis gevonden, gemaakt van mammoetbeenderen.

### Gebruik van vuur
De ontwikkeling van de beheersing van vuur was van groot belang in de ontwikkeling van de mens. Het verhitten van voedsel maakte veel meer voedselbronnen beschikbaar. Veel planten zijn pas eetbaar nadat ze gekookt zijn. Vlees wordt veel eetbaarder na verhitting. De oudste erkende kampvuurresten zijn van ongeveer 790.000 jaar geleden, hoewel er indicaties zijn van vuurhaarden van menselijke oorsprong van 1 miljoen tot 1.5 miljoen jaar geleden.

### Voetstappen
Er zijn gefossiliseerde mensachtige voetstappen op verschillende plaatsen en periodes gevonden. De oudste is van 3,6 miljoen jaar geleden.

## Ontwikkeling van taal
Rondom de evolutionaire geschiedenis van de menselijke taal zijn nog veel vragen onbeantwoord. Taal laat geen fossielen achter en daarbij heeft de mensheid in haar geschiedenis tot voor kort weinig aandacht besteed aan de ontwikkeling van taal. Gesproken taal bestond immers al lang voordat bijvoorbeeld het schrift werd uitgevonden.
De Universiteit van Oxford bestudeert het zogenaamde FOXP2-gen. Dit specifieke onderzoek vond zijn oorsprong in het bestuderen van een 16-tal mensen uit één familie waarvan velen met een spraakgebrek. Hierbij hebben de wetenschappers met succes het afwijkende FOXP2-gen geïsoleerd. Andere wetenschappers daarentegen zijn nog niet overtuigd dat er een verband bestaat tussen de eerste ontwikkeling van taal en mutatie in dit gen.
In het algemeen wordt aangenomen dat de ontwikkeling van taal samenhangt met de geleidelijke toename van de hersenmassa (en daarmee gepaard gaande intelligentie), of de ontwikkeling van een klein gebiedje in de hersenen (module) dat deze taken op zich neemt.
Een project van de KNAW dat de evolutie van taal bestudeerde liep van januari 2007 tot december 2011.

## Tabel metHomo-soorten
Over de dun gedrukte soorten is nog veel wetenschappelijke discussie of ze wel aparte mensensoorten zijn.
| soort               | periode (Milj. jaren) | locatie                                 | lengte (cm) | geschat lichaamsgewicht (kg)                                                                       | hersenvolume (cm³) | als fossiel gevonden                                                              | ontdekking / publicatie |
| ------------------- | --------------------- | --------------------------------------- | ----------- | -------------------------------------------------------------------------------------------------- | ------------------ | --------------------------------------------------------------------------------- | ----------------------- |
| H. habilis          | 2,5–1,5               | Afrika                                  | 100–150     | 30–55                                                                                              | 600                | veel                                                                              | 1960/1964               |
| H. rudolfensis      | 1,9                   | Kenia                                   |             | | 750                | 2 schedels                                                                        | 1972/1986               |
| H. georgicus        | 1,8–1,6               | Georgië                                 | 150         | | 600-680            | weinig                                                                            | 1999/2002               |
| H. ergaster         | 1,9–1,25              | O. en Z. Afrika                         | 190         | | 700–850            | veel                                                                              | 1975                    |
| H. erectus          | 2(1,25)–0,3           | Afrika, Eurazië (Java, China, Kaukasus) | 180         | 60                                                                                                 | 900–1100           | veel                                                                              | 1891/1892               |
| H. cepranensis      | 0,8?                  | Italië                                  |             | | 1200               | 1 schedelkap                                                                      | 1994/2003               |
| H. antecessor       | 0,8–0,35              | Spanje, Engeland                        | 175         | 90                                                                                                 | 1000               | 3 plaatsen                                                                        | 1997                    |
| H. heidelbergensis  | 0,6–0,25              | Europa, Afrika, China                   | 180         | 60                                                                                                 | 1100–1400          | veel                                                                              | 1908                    |
| H. naledi           | 0,3–0,2               | Afrika                                  | 150         | 40-55                                                                                              | 450-550            | 15 individuen                                                                     | 2013/2017 (datering)    |
| H. neanderthalensis | 0,23–0,03             | Europa, W. Azië                         | 160         | 55–70 (zwaar gebouwd)                                                                              | 1200-1700          | veel                                                                              | (1829)/1864             |
| H. rhodesiensis     | 0,3–0,12              | Zambia                                  |             | | 1300               | zeer weinig                                                                       | 1921                    |
| Gawisschedel        | 0,5–0,25?             | Ethiopië                                |             | |                    | 1 schedel                                                                         | 2006                    |
| H. sapiens sapiens  | 0,25–heden            | wereldwijd                              | 140–190     | 55–80 (lichter gebouwd, maar veelal grotere lichaams- en beenlengte dan andere menselijke soorten) | 1000–1850          | leeft nog steeds                                                                  | —/1758                  |
| H. sapiens idaltu   | 0,16                  | Ethiopië                                |             | | 1450               | 3 schedels                                                                        | 1997/2003               |
| H. floresiensis     | 0,10–0,012            | Indonesië                               | 100         | 25                                                                                                 | 400                | 1 schedel, botten van 7 individuen                                                | 2003/2004               |
| denisovamens        | 0,20-0,029            | Siberië (Altai-gebergte)                | ?           | ?                                                                                                  | ?                  | 1 vingerbotje meisje, maaltand van een volwassen man. Een teen van een jonge man. | 2000/2008 en 2011       |

Een belangrijke vraag is hoe de laatste stadia van de evolutie van de mens, vanaf het ontstaan van H. habilis, zijn verlopen. Al geruime tijd is er een verhit debat aan de gang over de vraag of de moderne mens afstamt van
- een kleine groep in Afrika die zich vrij kort geleden over de hele wereld heeft verspreid en daarbij andere vormen uit het geslacht Homo, vooral H. erectus, heeft verdrongen (bekend als de Out of Africa)

of van
- een groep H. erectus, die zich veel eerder over de aarde heeft verspreid en door genetische uitwisseling toch één soort is blijven vormen, het zogenaamde multiregionale model.

## Permanente evolutie
De evolutionaire ontwikkeling van de Homo sapiens is niet tot stilstand gekomen. Natuurlijke omstandigheden, zoals het klimaat en de geografische ligging vormen belangrijke evolutionaire factoren. Daarnaast zijn met de komst van de akkerbouw en veeteelt de leefomstandigheden, eetpatronen en samenlevingsvormen van de mens veranderd.
Landbouw maakte veel grotere gemeenschappen mogelijk in de vorm van steden, waardoor de mens vatbaarder werd voor allerlei infectieziekten. De grotere gemeenschappen maken ook meer verdeling van taken en specialisaties mogelijk. De vroegere mens was meer een alleskunner.
Onderzoek laat zien dat de moderne mens de laatste 40.000 jaar, sinds de introductie van de landbouw, genetisch versneld aan het veranderen is. De Amerikaanse antropologen Henry Harpending en John Hawks vergeleken 270 mensen van vier verschillende etnische groepen: Chinezen, Japanners, Noord-Europeanen en Yoruba (uit Nigeria, Afrika). Minstens 7 procent van de menselijke genen is de laatste 5000 jaar veranderd. Zo heeft het vermogen om – na de kindertijd – ook als volwassene lactose (melksuiker) te kunnen verteren, zich tussen de 10.000 en 6.000 jaar geleden onder de verschillende populaties van Homo sapiens op aarde verspreid. Van oorsprong waren volwassenen lactose-intolerant. Bij circa 95 % van de bevolking in zowel Noordelijk Duitsland als bij de Masai is de genetische aanpassing naar volwassen lactose-tolerantie geconstateerd. Beide groepen ontwikkelden een gen dat codeert voor de synthese van lactase. In Zuid-Europa, Azië en Afrika ligt het percentage lactose-tolerantie beduidend lager. Deze snelle aanpassing had te maken met de opkomst van de veeteelt. Melk en andere melkproducten konden verteerd worden, waardoor een extra voedselbron aangeboord werd. Deze genetische aanpassing hield in dat de betreffende mensen een hogere overlevings- en voortplantingskans hadden, en dit gen aan hun nageslacht konden doorgeven.
Er zijn anatomische aanwijzingen dat de moderne mens in het laatpaleolithicum schoenen droeg. De kleine tenen werden minder robuust door het gebruik van schoenen. Met de migratie naar koudere gebieden paste de daartegen slecht bestand zijnde Homo sapiens zich aan met de ontwikkeling van complexe kleding. Neanderthalers waren vermoedelijk beter lichamelijk bestand tegen kou, wat de noodzaak tot het ontwikkelen van een techniek om kleding te maken verkleinde. Er wordt verondersteld dat dit uiteindelijk in hun nadeel is geweest.
Ook verstedelijking is een selectieve evolutiefactor die geleid heeft tot genetische veranderingen bij de moderne mens. Onderzoek van Barnes et al. maakt aannemelijk dat in gebieden met een lange geschiedenis van stedelijke nederzettingen bij de huidige inwoners vaker de genetische variant aangetroffen wordt die weerstand biedt tegen besmetting door tuberculose en lepra.
Volgens Cochran en Harpending gaan de mensen door de enorme bevolkingsgroei en veranderende levensomstandigheden genetisch gezien meer en meer van elkaar afwijken. Pas als de bevolkingsgroei en de leefsituatie stabiliseren zal deze ontwikkeling gestopt worden.
Volgens een studie van de Universiteit van Oxford, in 2012 gepubliceerd in het tijdschrift Biology Letters maar al in 2011 online, hebben mensen in het noordelijk deel van de wereld grotere hersenen en ogen. De hersenen van noordelingen zijn groter omdat ze meer 'visieruimte' in hun hersenen nodig hebben. Zo kunnen zij omgaan met het weinige licht op hoge breedtegraden. Om diezelfde reden zijn ogen van noordelingen ook groter. Verder van de evenaar is er minder licht beschikbaar, waardoor mensen steeds grotere ogen moesten ontwikkelen. Hun hersenen hebben bovendien meer ruimte nodig voor de extra visuele input.

## Omgevingsaanpassingen
Tibetaanse hooglandbewoners waren van oorsprong Han-Chinezen, maar wijken nu in enkele opzichten genetisch van deze af. Zij hebben een gen dat het vermogen van de longen om zuurstof op te nemen verbeterd heeft. Dit is opmerkelijk. Wanneer het lichaam geconfronteerd wordt met een milieu met een lage zuurstofconcentratie, reageert het gewoonlijk door het vormen van meer rode bloedcellen, waarin zich hemoglobine bevindt dat de zuurstof bindt. Met uitzondering van de Tibetaanse hooglanders hebben andere hooglandvolkeren, bijvoorbeeld de inwoners van het Andesgebergte in Zuid-Amerika, een blijvend verhoogde hemoglobinewaarde. Opmerkelijk is dat het bloed van het Tibetaanse hooglandvolk even weinig hemoglobine bevat als dat van mensen die op zeeniveau leven. Dit kenmerk wordt gestuurd door een gen dat EPAS1+ wordt genoemd. De onderzoekers vonden een speciale variant van deze erfelijke factor bij slechts negen percent van de Han-Chinezen. Daartegenover werd dit gen bij 87 percent van Tibetaanse volk aangetroffen. Een aanwijzing voor het feit dat dit gen werkelijk de oorzaak van dit mechanisme is: als een Han-Chinees van het vlakke land naar de bergen reist, stijgt zijn hemoglobinewaarde. Hij reageert dus op de gebruikelijke manier op grote hoogten.
Deze reactie van het lichaam op grote hoogten heeft grote nadelen: door een verhoogd aantal rode bloedcellen wordt het bloed dikker. De vaten slibben sneller dicht. Daardoor neemt het risico op cardiovasculaire ziekten en trombose enorm toe. Ook komt de doorbloeding van de placenta van zwangere vrouwen in het gedrang, zodat het ongeboren leven te weinig voeding krijgt. Kinderen komen dan ook vaak met een te laag gewicht ter wereld. De Tibetaanse bevolking heeft dus een voor hen gunstige oplossing voor dit probleem verworven. Wellicht zorgt het betreffende gen voor een beter transport van zuurstof. Deze aanpassing vond zeer snel plaats. Rond 2750 voor Christus vestigden zich Han-Chinezen op de Tibetaanse hoogvlakte. Hieruit is het Tibetaanse volk ontstaan met een eigen cultuur en een genetische aanpassing aan het leven op grote hoogten.
Bij de menselijke evolutie speelt ook de aanpassing aan ziekten een rol. Sikkelcelanemie is hiervan een goed voorbeeld. Sikkelcelanemie is een recessief overervende aandoening, waarbij het hemoglobine abnormaal is. Deze afwijking komt vooral voor in etnische groepen uit landen waar malaria heerst. Degenen die heterozygoot zijn voor de afwijking hebben evolutionair gezien een grotere overlevingskans in malariagebieden. Dit komt doordat de malariaparasiet zich in bloedcellen met hemoglobine S minder makkelijk kan handhaven. In normale bloedcellen kan deze parasiet zich wel vermenigvuldigen. In die gebieden is deze afwijking een voordeel. Onduidelijk is hoe snel deze aanpassing heeft plaatsgevonden. Dat het voorkomen van sikkelcelanemie niet verdwenen is daar waar malaria uitgeroeid is, heeft wellicht te maken met de menselijke zorg, cultuur. Mensen met deze afwijking blijven in leven en kunnen zich voortplanten. Ook dit toont dat natuurlijke selectie een rol speelt: het aantal mensen met sikkelcelanemie neemt af waar malaria niet endemisch is. In de Verenigde Staten, waar malaria bijna niet voorkomt, lijdt circa 0,25% van de Afro-Amerikanen aan deze erfelijke ziekte. In West-Afrika heeft circa 4% van de bevolking de sikkelcelziekte.
Ook huidskleur toont aan dat de mens zich aan zijn omgeving heeft aangepast, maar dat hij door zijn cultuur een actieve rol in zijn eigen evolutie speelt. Een donkere huidskleur biedt betere bescherming tegen de zon dan een lichte huid. Daarom hebben mensen met een donkere huidskleur in gebieden waar de zon veel schijnt een voordeel ten opzichte van mensen met een lichtere huidskleur. Hierdoor werd in de loop van de tijd een donkere huidskleur uiteindelijk een erfelijke eigenschap binnen een bepaalde bevolkingsgroep. Een donkere huidskleur is nadelig in geografische gebieden waar het minder licht is. Vitamine D wordt in de huid gevormd onder invloed van zonlicht. Een donkere huid maakt minder vitamine D aan. Een tekort kan de botvorming verstoren. In de VS bestaat er bij de gekleurde inwoners veelal een chronisch tekort aan vitamine D. Dit moet aangevuld worden door vitamine D-rijk voedsel of medicijnen. Door achter de oorzaak van verschillende botziekten ten gevolge van vitamine D-deficiëntie te komen heeft de mens vele nadelige kanten van het hebben van een donkere huid kunnen oplossen.
De invloed van de cultuur zien we vooral bij de genetische kenmerken de kleur van de ogen en bleke huidskleur. Bij een ander onderzoek onderzochten wetenschappers intensief het menselijke genoom. Op meer dan 300 plaatsen in het erfelijke bezit zijn in een zeer korte tijd veranderingen opgetreden. Een van deze recente mutaties betreft de genen die bij de Noord-Europeanen een bleke huid en de blauwe ogen veroorzaken. Dat deze eigenschappen zich konden doorzetten heeft wellicht te maken gehad met de partnerkeuze: het werd wellicht als aantrekkelijk ervaren.

## Bekende onderzoekers naar de evolutie van de mens
Het gebied van het onderzoek naar de geologische en biologische geschiedenis van de aarde droeg aanvankelijk de Engelse verzamelnaam natural history. Sinds de publicaties van Charles Darwin en de vondsten van de eerste neanderthalers en de Pithecanthropus (later: Homo erectus) werd steeds vaker specifiek gesproken over de evolutie van de mens, als alternatieve verklaring voor de Schepping. In de jaren 70 van de 19e eeuw verschenen Man a special creation - or, the preordained evolution of species van William Sharpe en Darwinism and design - or, creation by evolution van George Saint Clair, waarna deze term steeds meer gemeengoed werd.
- James Burnett, Lord Monboddo
- Charles Darwin
- Eugene Dubois
- William Howells
- Ralph von Koenigswald
- Louis Leakey
- Henry McHenry
- Svante Pääbo
- David Pilbeam
- Jeffrey H. Schwartz
- Chris Stringer
- Teilhard de Chardin
- Erik Trinkaus
- Milford H. Wolpoff
- Richard Dawkins
- Lee Rogers Berger